# Kaivosjärvi (Karesuando socken, Lappland, 760205-177687)
Kaivosjärvi är en sjö i Kiruna kommun i Lappland och ingår i Torneälvens huvudavrinningsområde. Sjön har en area på 0,0603 kvadratkilometer och ligger 401 meter över havet.

## Delavrinningsområde
Kaivosjärvi ingår i det delavrinningsområde (760783-177978) som SMHI kallar för Ovan VDRID = Maljasjoki i Muonioälvens vattendrag*. Medelhöjden är 350 meter över havet och ytan är 71,88 kvadratkilometer. Räknas de 183 avrinningsområdena uppströms in blir den ackumulerade arean 6 038,24 kvadratkilometer. Muonioälven (Njärrejåkkå) som avvattnar avrinningsområdet har biflödesordning 2, vilket innebär att vattnet flödar genom totalt 2 vattendrag innan det når havet efter 401 kilometer. Avrinningsområdet består mestadels av skog (76 procent) och sankmarker (22 procent). Avrinningsområdet har 1,06 kvadratkilometer vattenytor vilket ger det en sjöprocent på 1,5 procent.